# Pacto de Ajuria Enea
El Acuerdo para la Normalización y Pacificación de Euskadi, más conocido como Pacto de Ajuria Enea por haber sido firmado en el Palacio de Ajuria Enea, sede de la Presidencia del Gobierno Vasco, en Vitoria, fue suscrito el 12 de enero de 1988 por Alianza Popular (AP), Centro Democrático y Social (CDS), Euzko Alderdi Jeltzalea-Partido Nacionalista Vasco (EAJ-PNV), Euskadiko Ezkerra (EE), Partido Socialista de Euskadi (PSE-PSOE), Eusko Alkartasuna (EA) y el lendakari del Gobierno Vasco con la intención de trabajar por la erradicación del terrorismo de ETA. Los firmantes compartían la necesidad e importancia de la acción policial que contribuyera a la erradicación del terrorismo, a la protección de los principios que conforman la convivencia democrática y a la prevención de atentados y la persecución de sus autores. 
La colaboración internacional se convertía en algo imprescindible para la erradicación de la violencia y se comprometían a velar por que la defensa del Estado de derecho se produjera siempre dentro de la legalidad. Igualmente, se manifestaba el apoyo a los procesos de diálogo entre los poderes competentes del Estado y quienes decidan abandonar la violencia, respetando en todo momento el principio democrático irrenunciable de que las cuestiones políticas deben resolverse únicamente a través de los representantes legítimos de la voluntad popular. El compromiso fue la continuación del Acuerdo de Madrid sobre Terrorismo de noviembre de 1987, suscrito entre la mayoría de las fuerzas parlamentarias y que invitaba al gobierno vasco a llevar la iniciativa en el desarrollo de los mismos.